# Голосной, Максим Игоревич
Максим Игоревич Голосной (род. 4 октября 1981, Днепродзержинск, Днепропетровская область) — украинский политик, общественный деятель. Автор известного политического плаката «Про бабусю и кота».

## Биография
Максим Голосной родился 4 октября 1981 года в городе Днепродзержинск Днепропетровской области.
Учился в СШ № 9 города Днепродзержинск. В 1999 году окончил Технический лицей (Каменское).
С 1999 по 2005 год учился в Приднепровской государственной академии строительства и архитектуры «Архитектор зданий и сооружений» и получил квалификацию архитектора.
Трудовую деятельность начал в 2002 году. С июля 2004 года по ноябрь 2010 работал архитектором в ПП «АРХПРОЕКТ».
В 2006 году покупает дом в селе Елизаветовка и переезжает на постоянное место жительства. Увлекается экологическим сельским хозяйством и птицеводством. Сторонник рурализации.

### Политическая деятельность
В 2008 году становится помощником депутата сельского совета и инициирует ряд проектов, направленных на улучшение жизни общества, а также активно помогает молодежи реализовать свое приватизационное право. Вводит практику «правового ликбеза» на селе.
Увидев активную гражданскую позицию Максима Голосного и неравнодушие к решению проблем села, районная ветеранская организация выдвигает его кандидатом на должность Елизаветовского сельского головы на местных выборах 2010, на которую он был избран подавляющим большинством голосов, несмотря на фальсицикации и массовое порчи бюллетеней.
Работал в должности до 22 сентября 2011 года. В связи с активной деятельностью в отстаивании интересов территориальной общины вопреки позиции Днепропетровской областной государственной администрации, которую в то время возглавлял Александр Вилкул, был снят с должности председателя депутатами на незаконной сессии сельского совета. Но поддержан большинством жителей села Елизаветовка, которые после отстранения самостоятельно собрали 1020 подписей в его поддержку.
Принимал участие в противодействии медицинской и земельной реформам, введенных по инициативе губернатора Александра Вилкула.
В 2011 году впервые в Украине трижды пытался провести местный референдум с целью досрочного прекращения полномочий депутатов Елизаветовского сельского совета. Оспаривал отказы в регистрации инициативной группы по проведению референдума в Днепропетровской окружном административном суде и Апелляционном суде Днепропетровской области. Неоднократно подчеркивал о неконституционности принятого при Викторе Януковиче Закона Украины «О всеукраинском референдуме» (автор — Шпенов Дмитрий Юрьевич), которым фактически власти запретили проведение местных референдумов. В 2018 году этот закон признан неконституционным согласно решению Конституционного Суда № 4-р / 2018 от 26.04.2018
В 2012 году принимал участие в выборах в Верховную Раду в качестве кандидата в народные депутаты. Именно в это время Максимом Голосным был создан известный политический билборд «Узнала, что внук голосовал за регионы — переписала дом на кота», который стал мемом и получил сотни фотожаб и тысячи публикаций в Интернет.
25 октября на местных выборах 2015 года Максим Голосной был повторно избран председателем Елизаветовского сельского совета подавляющим большинством голосов.

## Достижения
В течение 2016—2017 годов на территории Елизаветовка было обнаружено несколько предприятий, которые годами уклонялись от уплаты земельного налога. Елизаветинский сельский совет под руководством Максима Голосного через суд добрал в сельский бюджет несколько миллионов (которые теперь будут выплачиваться ежегодно). Некоторые судебные производства ещё продолжаются.
В 2017 году в Елизаветовке начали использовать беспилотник для регулярного наблюдения за окружающей средой и выявления экологических правонарушений.
В июле 2018 Елизаветинский сельсовет первым на Украине легализовал криптовалюту и официально внёс «криптовалютные активы» в устав территориальной общины.

## Общественная деятельность
В 2016 г. как глава органа местного самоуправления, ведет судебную борьбу с газовыми монополиями и нарушениями в сфере газоснабжения, за восстановление конституционных прав и свобод граждан Украины. Оспаривает бездействие правоохранительных органов в судах, а также государственных органов. Ведет борьбу с нарушениями экологического и земельного законодательства.
В 2016 году Елизаветинская сельсовет отказался заключать договоры на газоснабжение с компаниями кипрского происхождения — Днепропетровскгазу и Днепропетровскгаз сбыта и в течение почти 3 лет потреблял газ бесплатно, ссылаясь на 13 статью Конституции Украины, согласно которой «от имени Украинского народа права собственника осуществляют органы государственной власти и органы местного самоуправления». Вследствие этого газоснабжающие компании подали на сельсовет в суд с требованием взыскать средства за якобы потребленный газ. Особенностью этого дела, которое продолжается до сих пор, является отсутствие заключенного договора, а также правоустанавливающих документов на газ со стороны истца.
В декабре 2018 года в качестве председателя сельского совета Максим Голосной впервые проводит совместную пресс-конференцию с НАК «Нафтогаз Украины», целью которой стало обсуждение злоупотреблений на рынке газоснабжения со стороны кипрских компаний с неопределенным бенефициаром.

## Семья
Жена — Голосная Светлана Сергеевна (1986 г.р.), дочь — Алиса (2011 г.р.). Имеет брата Дмитрия.